# Renard fauve
Vulpes fulva, Vulpes vulpes fulvus · Renard roux-fauve
Sous-espèce
Synonymes
- Canis fulvus Desmarest, 1820 (protonyme)
- Vulpes fulva Audubon et Bachman, 1849
- Vulpes vulpes fulva
- Vulpes vulpes pennsylvanicus Rhoads, 1894

Le renard fauve (Vulpes fulva), mais plus communément désigné sous le nom de renard roux-fauve (Vulpes vulpes fulvus), est un mammifère carnivore faisant partie de la famille des canidés. Il s’agit du plus grand de tout les « renards » à proprement dit, ainsi que l’un des membres les plus largement répartis de l’ordre des carnivores présent en Amérique du Nord. Habituellement décrite comme une sous-espèce du renard roux, des études génétiques récentes supposent que les populations américaines pourraient représenter une espèce distincte. Cette population, très probablement l’ancêtre du renard domestiqué, est souvent très improprement désigné sous le nom normalisé de renard argenté.

## Classification

### Colonisation de l’Amérique du Nord et statut indigène
La littérature scientifique actuelle débat du caractère indigène ou non du renard roux en Amérique du Nord, certaines recherches suggérant que la quasi-totalité des populations de renards roux nord-américains ne seraient pas autochtones. Vulpes vulpes est généralement considéré soit comme une espèce exotique introduite par les Européens lors de la colonisation du continent, soit comme un hybride entre les renards roux européens et Nord-américains,. Bien qu’il soit affirmé que Vulpes vulpes fulva dérive d’une population non indigène s’étant répandue à partir d’introductions européennes, une analyse historique des sources primaires ne corrobore pas cette hypothèse.
Les analyses phylogéographiques et génétiques du renard roux nord-américain suggèrent que les premiers renards auraient migré vers l’Amérique du Nord durant la glaciation illinoïenne (il y a environ 300 000 à 130 000 ans), avant de se disperser vers le Sud. La glaciation du Wisconsin (100 000 à 10 000 ans avant aujourd’hui) a ensuite séparé la population Nord-américaine en deux régions distinctes. Les renards roux nord-américains présentent des différences génétiques marquées avec leurs homologues eurasiens,. Malgré des affirmations de translocations historiques depuis l’Europe, des études récentes ont démontré que les populations actuelles du Sud-Est des États-Unis sont bel et bien autochtones. Les comparaisons d’ADN révèlent que le renard roux oriental est étroitement apparenté aux populations natives du Canada et du Nord-Est des États-Unis, ce qui indique une expansion naturelle de son aire de répartition plutôt qu’une introduction européenne. Les expansions récentes de son aire pourraient être liées aux modifications anthropiques du paysage, et non à la propagation de populations exotiques européennes.
Le statut indigène du renard roux américain a donc été confirmé par la recherche récente, ce qui a des implications importantes pour les stratégies de gestion. Les anciennes classifications et les incertitudes taxonomiques ont présenté les populations de Vulpes fulva comme une espèce envahissante non indigène, susceptible de provoquer un déclin des espèces locales, une baisse des capacités de charge écologiques et une densité accrue dans certaines régions. Identifier l’origine exacte des populations de renards roux en Amérique du Nord est crucial pour les efforts de conservation, notamment dans la distinction entre espèces autochtones et exotiques.

### Taxonomie
Le renard fauve a été décrit pour la première fois par le zoologiste français Anselme Gaëtan Desmarest dans son recueil sur les mammifères publié dans les années 1820, sous le nom de Canis fulvus, aux côtés du renard argenté, désigné sous le nom de Canis argentatus. Cependant, il ne sera considéré comme une entité zoologique à part entière qu’à partir de 1849, dans l’ouvrage The Viviparous Quadrupeds of North America de John James Audubon et John Bachman sous le nom de Vulpes fulva. Cette classification distincte se maintient jusqu’au début du XXe siècle, période à laquelle les taxonomistes ont reclassé ces renards comme une simple sous-espèce du renard roux eurasien (Vulpes vulpes).
La question de la classification reste débattue. En raison de l’idée, longtemps répandue, selon laquelle les renards roux d’Amérique du Nord auraient été introduits depuis l’Europe, l’ensemble de ces populations a été considéré comme conspecifique avec V. vulpes. Cependant, des analyses génétiques globales de l’ADN mitochondrial et des haplotypes ont montré que les populations Nord-américaines ont été génétiquement isolées des populations eurasiatiques depuis environ 400 000 ans,. C’est pourquoi, certains auteurs ont proposé de rétablir le nom de Vulpes fulva pour désigner toutes les populations indigènes Nord-américaines. Cette interprétation est soutenue par certaines publications, dont celle de José R. Castelló (2018), qui a formellement traité Vulpes fulva comme une espèce distincte du Vulpes vulpes eurasien.
Les renards roux indigènes d’Amérique du Nord se répartissent en trois grandes populations géographiques : une « population septentrionales », une « population des Rocheuses » et une « population méridionales» (également appelée « population orientales »). Ces populations présentent des différences génétiques, morphologiques et écologiques notables, suggérant des adaptations locales et une histoire évolutive distincte.
Malgré ces éléments, l’American Society of Mammalogists continue de reconnaître une seule espèce : Vulpes vulpes. Elle justifie ce choix par le fait que reconnaître Vulpes fulva comme espèce distincte rendrait le groupe eurasien paraphylétique, certains clades archaïques d’Asie de l’Ouest et d’Afrique du Nord étant phylogénétiquement plus proches des clades nord-américains que des autres renards eurasiens.
Des recherches complémentaires sont encore nécessaires pour clarifier le statut taxinomique précis de ces populations et déterminer si elles doivent être considérées comme des espèces ou sous-espèces distinctes au sein du genre Vulpes.

### Origine
Les renards roux ont colonisé l’Amérique du Nord en deux vagues : l’une avant ou pendant la glaciation de l’Illinoien (de 300 000 à 130 000 ans), l’autre pendant la glaciation du Wisconsin (de 100 000 à 10 000 ans). Les données génétiques indiquent que les populations Nord-américaines sont isolées des populations eurasiatiques depuis plus de 400 000 ans.
Des fossiles ont été retrouvés dans des dépôts datant de l’interglaciaire Sangamonien à Fairbanks en Alaska et à Medicine Hat au Canada, et dans des dépôts du Wisconsinien sur 25 sites répartis entre l’Arkansas, la Californie, le Colorado, l’Idaho, le Missouri, le Nouveau-Mexique, l’Ohio, le Tennessee, le Texas, la Virginie et le Wyoming.
Après avoir colonisé le Sud du continent pendant le Wisconsinien, les populations ont été repoussées vers le Nord au moment du réchauffement postglaciaire. Elles ne sont revenues dans certaines zones du Sud que récemment, probablement à la faveur de changements environnementaux causés par l’activité humaine.
Deux refuges glaciaires ont été identifiés chez les renards roux Nord-américains :
- Le refuge boréal (Alaska et Ouest du Canada) d’où proviennent les grandes sous-espèces : V. f. alascensis, V. f. abietorum, V. f. regalis, V. f. rubricosa ;
- Le refuge méridional (zones subalpines et alpines des Rocheuses, des Cascades et de la Sierra Nevada) dont sont issues les petites sous-espèces : V. f. cascadensis, V. f. macroura, V. f. necator, V. f. patwin.

Le clade méridional serait isolé depuis le dernier maximum glaciaire.
Les renards roux européens (V. v. crucigera) introduits au début du xxe siècle n’ont pas laissé de traces génétiques dans les populations actuelles.
Des renards roux orientaux ont colonisé la Californie du Sud, la vallée de San Joaquin et la baie de San Francisco, mais ne semblent s’être hybridés avec les renards de la vallée de Sacramento (V. f. patwin) que dans une étroite zone de contact.
Il n’existe aucune preuve d’hybridation entre ces renards introduits et les populations montagnardes comme le renard roux de la Sierra Nevada (V. f. necator) ou d’autres groupes de l’Ouest intermontagnard.

### Sous-espèces
Généralement considérées comme des sous-espèces de Vulpes vulpes, neuf sous-espèces de Vulpes fulva sont reconnues comme valides par Castelló :
| Nom vernaculaire                                                                | Nom trinomial      | Description | Aire de répartition                                                                              | Synonymes                                                                                   |
| ------------------------------------------------------------------------------- | ------------------ | --- | ------------------------------------------------------------------------------------------------ | ------------------------------------------------------------------------------------------- |
| Renard roux du Canada Vulpes fulva abietorum                                    | Merriam, 1900      | Semblable à V. f. alascensis, mais avec un crâne plus clair, plus long et plus élancé.                                          | Intérieur de la Colombie-Britannique et probablement sud-est de l’Alaska, États-Unis.            | sitkaensis (Brass, 1911)                                                                    |
| Renard roux d’Alaska Vulpes fulva alascensis                                    | Merriam, 1900      | Sous-espèce de grande taille, à longue queue, petites oreilles et pelage fauve doré.                                            | Andreafsky Wilderness, Alaska, États-Unis.                                                       | harrimani Merriam, 1900 kenaiensis Merriam, 1900                                            |
| Renard roux des Cascades Vulpes fulva cascadensis                               | Merriam, 1900      | Queue courte, petites dents, pelage jaunâtre plutôt que fauve ; plus enclin à produire des morphes en croix.                    | Monts Cascades, Comté de Skamania, Washington, États-Unis.                                       |                                                                                             |
| Renard roux oriental Vulpes fulva fulva (Espèce-type)                           | Desmarest, 1820    | Petite sous-espèce, au museau plus fin, queue plus courte, pelage plus clair avec membres plus sombres.                         | Est du Canada et est des États-Unis.                                                             | pennsylvanicus (Rhoads, 1894)                                                               |
| Renard roux des Rocheuses Vulpes fulva macroura                                 | Baird, 1852        | Semblable à V. f. fulva mais avec queue bien plus longue, pattes postérieures plus grandes, membres davantage noircis.          | Montagnes Rocheuses : Colorado, Utah, ouest du Wyoming et du Montana, jusqu'au sud de l’Alberta. |                                                                                             |
| Renard roux de la Sierra Nevada Vulpes fulva necator                            | Merriam, 1900      | Morphologie externe proche de V. f. fulva ; queue courte, mais structure crânienne plus proche de V. f. macroura.               | Sierra Nevada, Californie.                                                                       |                                                                                             |
| Renard roux de la vallée de Sacramento Vulpes fulva patwin                      | Sacks et al., 2010 | Semblable extérieurement à V. f. fulva, queue courte, mais structure crânienne semblable à V. f. macroura.                      | Vallée de Sacramento, Californie.                                                                |                                                                                             |
| Renard des plaines du Nord Vulpes fulva regalis                                 | Merriam, 1900      | La plus grande sous-espèce nord-américaine ; grandes oreilles larges, très longue queue ; pelage jaune doré et pattes noires.   | Elk River, comté de Sherburne, Minnesota, États-Unis.                                            |                                                                                             |
| Renard de Nouvelle-Écosse, de Terre-Neuve et du Labrador Vulpes fulva rubricosa | Bangs, 1898        | Grande taille, queue large, dents et rostre plus développés que chez V. f. fulva ; pelage le plus foncé parmi les sous-espèces. | Comté de Digby, Nouvelle-Écosse, Canada.                                                         | bangsi (Merriam, 1900) deletrix (Bangs, 1898) rubricos (Churcher, 1960) vafra (Bangs, 1897) |

## Écologie

### Habitat

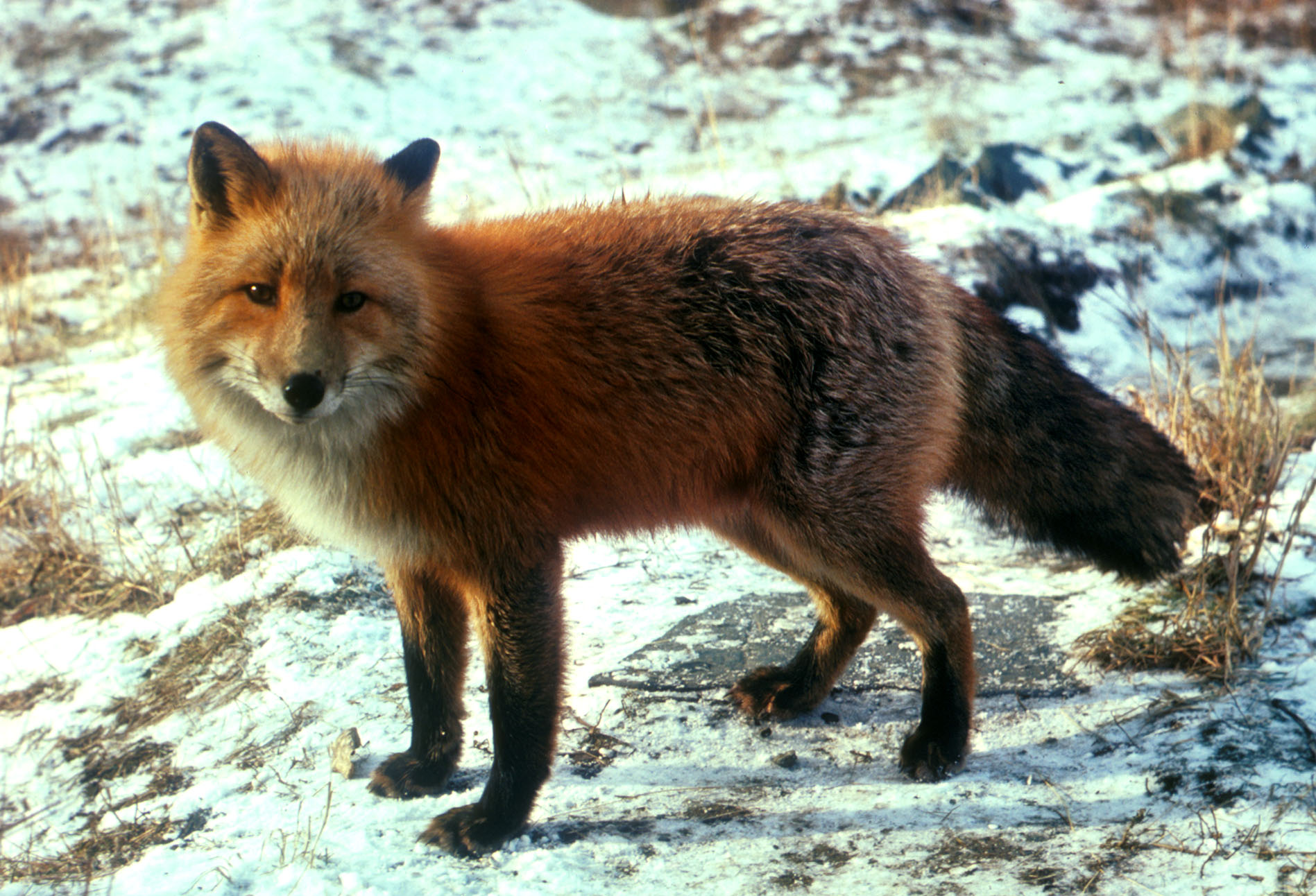
Un renard fauve dans son pelage d’hiver

Vulpes vulpes fulva occupe l’ensemble du Canada et la majeure partie des États-Unis, à l’est des montagnes Rocheuses, à l’exception des Grandes Plaines méridionales et du sud du Texas,. Le renard fauve d’Amérique de l’Est privilégie généralement les zones à végétation mixte, typiques des milieux en lisière présentant une forte diversité écologique. En milieu anthropisé, il fréquente les espaces qui combinent boisements et terres agricoles.

### Mode de vie
Le renard fauve a un régime principalement carnivore, dominé par les petits mammifères. Cependant, en tant qu’espèce opportuniste, il adopte un régime omnivore incluant végétaux, fruits, baies, oiseaux, insectes et autres petits animaux. Les ressources alimentaires varient selon les régions, mais les lapins à queue blanche du genre Sylvilagus constituent les proies les plus importantes pour les populations orientales. Le renard fauve consomme également de plus gros animaux sous forme de charognes, et son régime s’adapte aux variations saisonnières.

#### Source primaire
- Anselme-Gaëtan Desmarest, Mammalogie, ou, Description des espèces de mammifères, A Paris, 1820, Chez Mme. Veuve Agasse, imprimeur-libraire, 1820 (lire en ligne), p. 203

#### Autres sources
- José. R. Castelló (trad. Anne Saint Girons, préf. Claudio Sillero), Canidés du monde : : Loups, chiens sauvages, renards, chacals, coyotes et apparentés [« Canids of the World: Wolves, Wild Dogs, Foxes, Jackals, Coyotes, and Their Relatives »] [« Canidés du monde : Loups, chiens sauvages, renards, chacals, coyotes et apparentés »], Delachaux et Niestlé, 2020, 332 p. (ISBN 978-2-603-02695-3), p 210 à 225
- (en) Aubry, K.B., Statham, M.J., Sacks, B.N., Perrine, J.D. et Wisely, S.M., « Phylogeography of the North American red fox: Vicariance in Pleistocene forest refugia », Molecular Ecology, vol. 18, no 12,‎ 2009, p. 2668–2686 (PMID 19457180, DOI 10.1111/j.1365-294x.2009.04222.x, lire en ligne)
- (en) Frey, J.K., « Re-evaluation of the evidence for the importation of red foxes from Europe to colonial America: Origins of the southeastern red fox (Vulpes vulpes fulva) », Biological Conservation, vol. 158,‎ 2013, p. 74–79 (DOI 10.1016/j.biocon.2012.07.027)
- (en) Hall, E. Raymond, The Mammals of North America, vol. 2, Wiley, 1981 (ISBN 9780047105449)
- (en) Kamler, J.F. et Ballard, W.B., « A review of native and nonnative red foxes in North America », Wildlife Society Bulletin, vol. 30, no 2,‎ 2002, p. 370–379
- (en) Statham, M.J., Sacks, B.N., Aubry, K.B., Perrine, J.D. et Wisely, S.M., « The origin of recently established red fox populations in the United States: translocations or natural range expansions », Journal of Mammalogy, vol. 93, no 1,‎ 2012, p. 52–65 (DOI 10.1644/11-mamm-a-033.1)
- (en) Statham, Mark J., Murdoch, James, Janecka, Jan, Aubry, Keith B., Edwards, Ceiridwen J., Soulsbury, Carl D., Berry, Oliver, Wang, Zhenghuan, Harrison, David, Pearch, Malcolm, Tomsett, Louise, Chupasko, Judith et Sacks, Benjamin N., « Range-wide multilocus phylogeography of the red fox reveals ancient continental divergence, minimal genomic exchange and distinct demographic histories », Molecular Ecology, vol. 23, no 19,‎ 2014, p. 4813–4830 (PMID 25212210, DOI 10.1111/mec.12898)
- (en) Tesky, Julie L., « Vulpes vulpes », sur Fire Effects Information System (FEIS), Forest Service, United States Department of Agriculture, 1995 (consulté le 18 juillet 2022)